# Meduza
Pour les articles homonymes, voir Meduza (homonymie).
Meduza est un média internet russophone basé à Riga en Lettonie et créé par Galina Timtchenko (ru), ancienne rédactrice en chef du site web lenta.ru. Lancé le 20 octobre 2014, le contenu rédactionnel est principalement diffusé via des applications mobiles gratuites pour iOS, Windows Phone et Android. 

## Histoire

### Origines

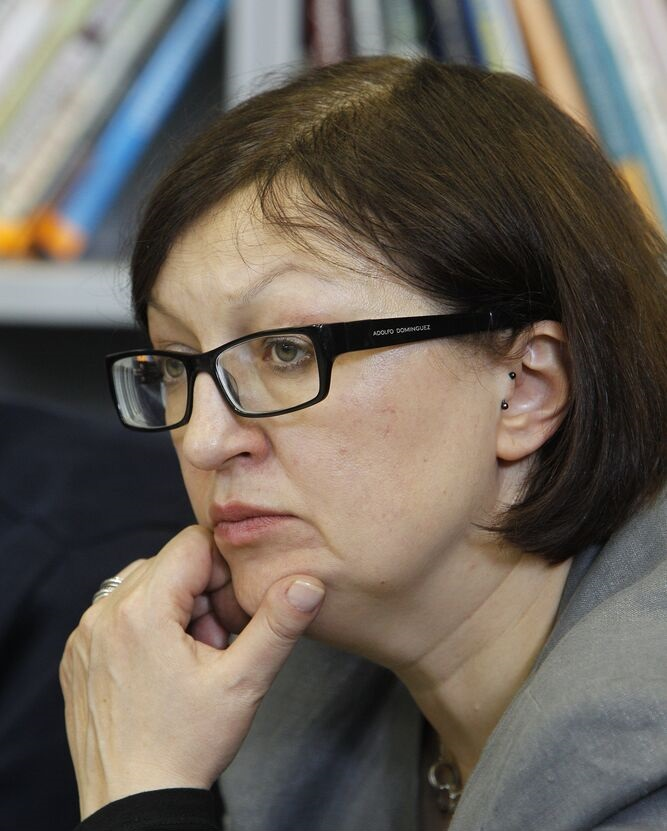
, fondatrice et première rédactrice en chef de Meduza.

Le 12 mars 2014, Alexandre Mamut licencie Galina Timtchenko (ru) du poste de rédactrice en chef qu'elle exerçait dans le cadre du site web Lenta.ru. À la suite de ce renvoi et en réaction à cette mise à pied, la plupart des journalistes encore en fonction démissionnent à leur tour avec pour objectif premier de suivre les pas de leur ancienne patronne. Mikhaïl Khodorkovski propose alors à celle-ci de financer la création d'un nouveau journal en ligne. Il insiste sur la priorité selon laquelle l'enregistrement de ce futur média devrait impérativement s'effectuer via l'un des États membres de l'Union européenne afin de prémunir la quintessence rédactionnelle à venir d'un certain nombre de risques prévisibles liés à la ligne éditoriale envisagée. Cependant, l'accord escompté par Khodorkovski se solde par un échec. En compensation, de nouveaux investisseurs anonymes sont dénichés,. Galina Timtchenko déclare alors : « Nous avons bien appréhendé l'évidence selon laquelle nous ne serions probablement jamais autorisés à œuvrer sur le territoire russe ». En même temps, Timtchenko, elle-même et Sergueï Nazarkine — tous partie intégrante d'Amond & Smith Ltd — optent finalement pour la Lettonie, essentiellement en raison de son attrait économique, avantage qui leur permet ainsi de pas  trop grever un budget déjà passablement restreint,. Le nouveau site Web est lancé le 20 octobre 2014. En 2016, 22 journalistes font partie de l'équipe de Riga et plusieurs autres sont basés à Moscou.
La publication devait originellement s'appeler Hydra — en référence à l'Hydre de Lerne qui, après s'être fait couper la tête, avait réussi à compenser ce handicap apparent en s'en faisant pousser de nouvelles duplications, une allégorie qui s'apparente aux renaissances plurielles succédant aux rebondissements liés à Lenta.ru. Cependant, bien que le projet fût initialement nommé Meduza par inadvertance, c'est finalement ce dernier label qui l'emporte.

### Développements
En février 2015, une version anglaise est lancée sous la direction d'un nouveau rédacteur en chef associé : Konstantin Benioumov. Celui-ci traduit les nouvelles et documents issus du siège central de Riga. Le projet s'adresse à un public professionnel anglophone. Celui-ci comprend notamment des journalistes, des hommes politiques et autres personnalités notables.
Depuis mars 2015, le bulletin devient quotidien durant les jours ouvrables et se voit rebaptisé Evening Meduza.
Le 15 avril 2015, le contenu du site web est remanié de fond en comble : un certain nombre de problèmes techniques sont corrigés, plusieurs éléments de la mouture antérieure sont mis au rancart et l'insertion de publicités locale est intégrée au sein du corpus rédactionnel.
Le 28 janvier 2016, Ivan Kolpakov (ru) est nommé  rédacteur en chef de l'édition en ligne. Galina Timtchenko (ru), fondatrice et PDG du Projet Medusa, met en avant le fait que sa démission du poste actuellement occupé par Kolpakov a contribué à l'émergence d'une forme de séparation des pouvoirs.
Le 28 septembre 2016, une nouvelle section — l'Atlas — est ouverte.
Le 18 août 2017, Meduza signe un accord de coopération avec le site américain BuzzFeed. Dans le cadre de ce partenariat, les deux entités journalistiques envisagent la rédaction bilingue — en anglais et en russe — d'articles d'investigations essentiellement axés sur la Russie,.
En janvier 2023, le bureau du procureur général russe désigne désigne Meduza comme « organisation indésirable ». Il est reproché au site de menacer « l'ordre constitutionnel et de la sécurité » de la Russie,. Depuis près d'un an, les articles du site en ligne critiquent l'intervention militaire russe en Ukraine et la répression envers la société civile russe.

### Ligne éditoriale
Meduza se considère comme un compilateur de textes et de nouvelles russophones. À l'inverse du classement automatique engendré par  Yandex, le contenu est ici sélectionné à l'ancienne, à savoir : en mode manuel. Idem pour ce qui relève de l'édition en ligne. Dans le même ordre d'idées, Galina Timtchenko (ru) précise la nature de la relation équationnelle prévalant entre les compilations précitées et l'agrégat issu de ses propres matériaux. Selon elle, la ligne éditoriale devrait peu ou prou se décliner comme suit : 

« Même si nous agissons avec prudence et doigté, cela ne nous empêche pas pour autant d'ouvrir nos horizons à un panel informationnel élargi : plus nous disposons de sources de qualité, mieux nous réussissons à en compiler les apports pluriels. En ce sens, s'il devait apparoir que d'autres médias confraternels vissent leur marge de manœuvre réduite sous forme de listes d'exclusion arbitraires en rapport avec l'existence ou l'émergence de telle thématique controversée, nous, de notre côté, nous nous chargerions d'en prendre le relais supplétif afin d'intégrer les teneurs précédemment occultées au sein de nos rédactions respectives. »

Meduza accorde une importance primordiale à la vérification scrupuleuse des renseignements fournis ainsi qu'à la prise en compte avisée de sources pouvant être légitimement considérées comme fiables. Sa ligne éditoriale est en opposition à la politique de Vladimir Poutine.

## Staff

### Équipe rédactionnelle
- Ivan Kolpakov (ru), rédacteur en chef[20].

- Alexandre Polivanov[21] et Dmitry Tomilov, rédacteurs en chef adjoints.

- Ilia Krassilchtchik, éditeur, ancien rédacteur en chef du magazine Aficha. Il fait part de son intention de démissionner en décembre 2018 et abandonne sa fonction à partir du 1er janvier 2019[22].

- Tatiana Erchova, directrice éditoriale[22].

- Andreï Kozenko, ancien envoyé spécial du site web Lenta.ru et de Meduza, à la tête du service d’intervention rapide[20].

- Alexandre Gorbatchev, chef du département des correspondants spéciaux et ancien rédacteur en chef du magazine Aficha[23]. En janvier 2019, il fait part de son intention de quitter son poste en raison de la situation « volatile » ambiante qui ne lui permet plus de se sentir suffisamment « proche de la rhétorique adoptée publiquement par les dirigeants actuels au regard des événements s'étant succédé au cours des trois derniers mois précédents[24] ».

### Correspondants spéciaux
- Daniil Tourovski, ancien envoyé spécial chez Lenta.ru.
- Ilia Jegoulev.
- Ivan Golounov.
- Taïsia Bekboulatova.
- Konstantin Benioumov.

### Collaboratrice
- Ekaterina Krongauz, journaliste, ancienne rédactrice en chef du site Big City de 2011 à 2013[25],[26], épouse de l'éditeur Ilya Krasilshchik[27] et fille du linguiste M. A. Krongauz.

## Financement
En février 2025, le New York Times annonce que Meduza avait été sponsorisé par l'Agence des États-Unis pour le développement international (USAID) : « Meduza, dont le budget annuel provenait à hauteur d'environ 15 pour cent de programmes financés par le gouvernement des U.S.A., a été plongé dans une crise financière après que le gouvernement Trump, au cours de ce mois, a cessé abruptement toute assistance fournie à l'étranger par l'Agence des États-Unis pour le développement international et par d'autres agences fédérales. »

## Distinctions
- 2022 "Prix Spécial" du Prix franco-allemand du journalisme/Deutsch-Französische Journalistenpreis[29], remis le 13 juillet 2022 au Quai d'Orsay à Paris.

## Source
- (ru) Cet article est partiellement ou en totalité issu de l’article de Wikipédia en russe intitulé « Meduza » (voir la liste des auteurs).